# Jungfer Druckerei und Verlag
Die Jungfer Druckerei und Verlag GmbH ist eine der größten Rollenoffsetdruckereien in Deutschland mit Sitz in Herzberg am Harz. Sie beschäftigt rund 350 Mitarbeiter bei einem jährlichen Umsatz von rund 120 Millionen Euro.

## Geschichte

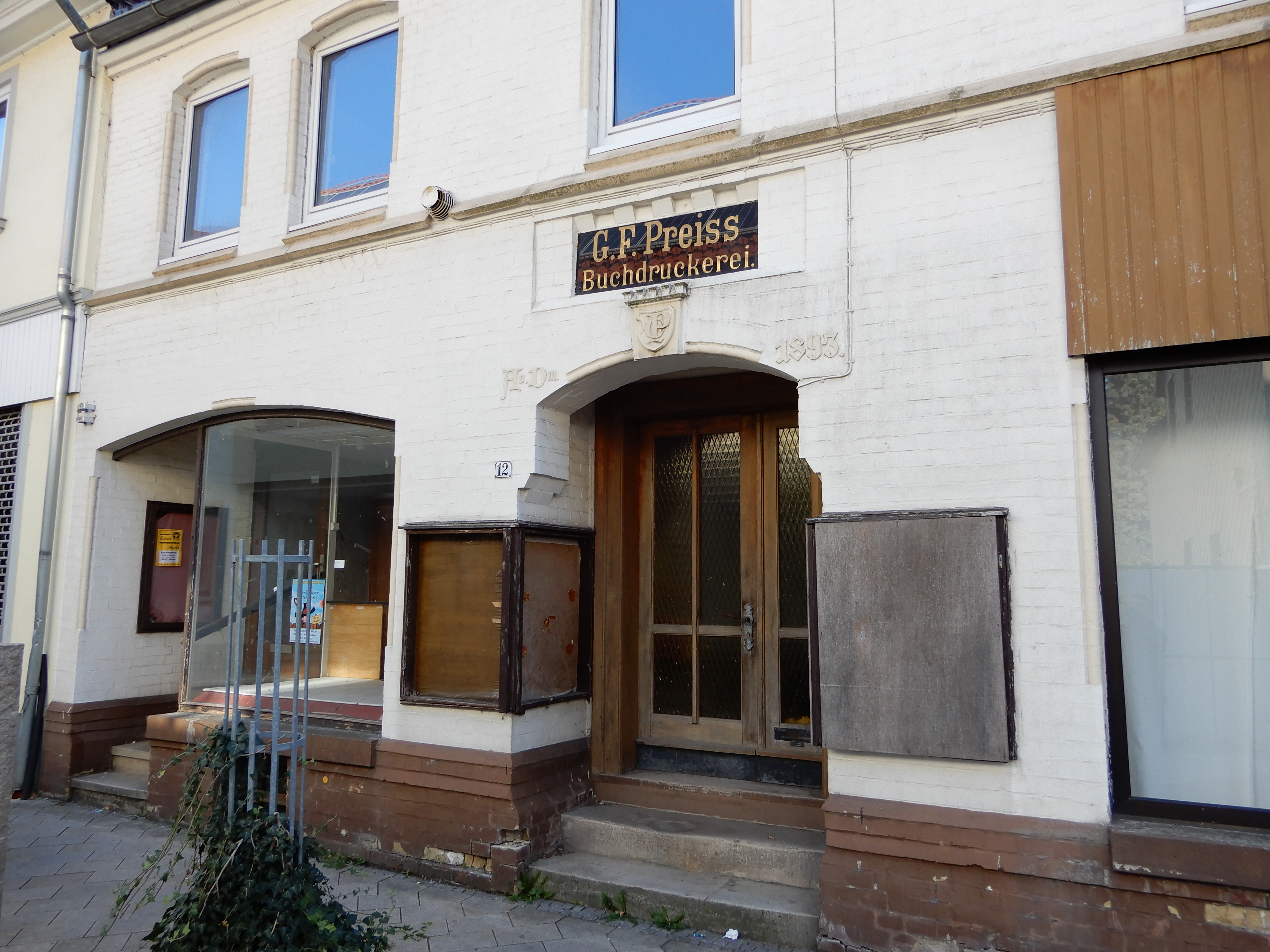
Erste Druckerei in der Hauptstraße von 1848 bis 1964

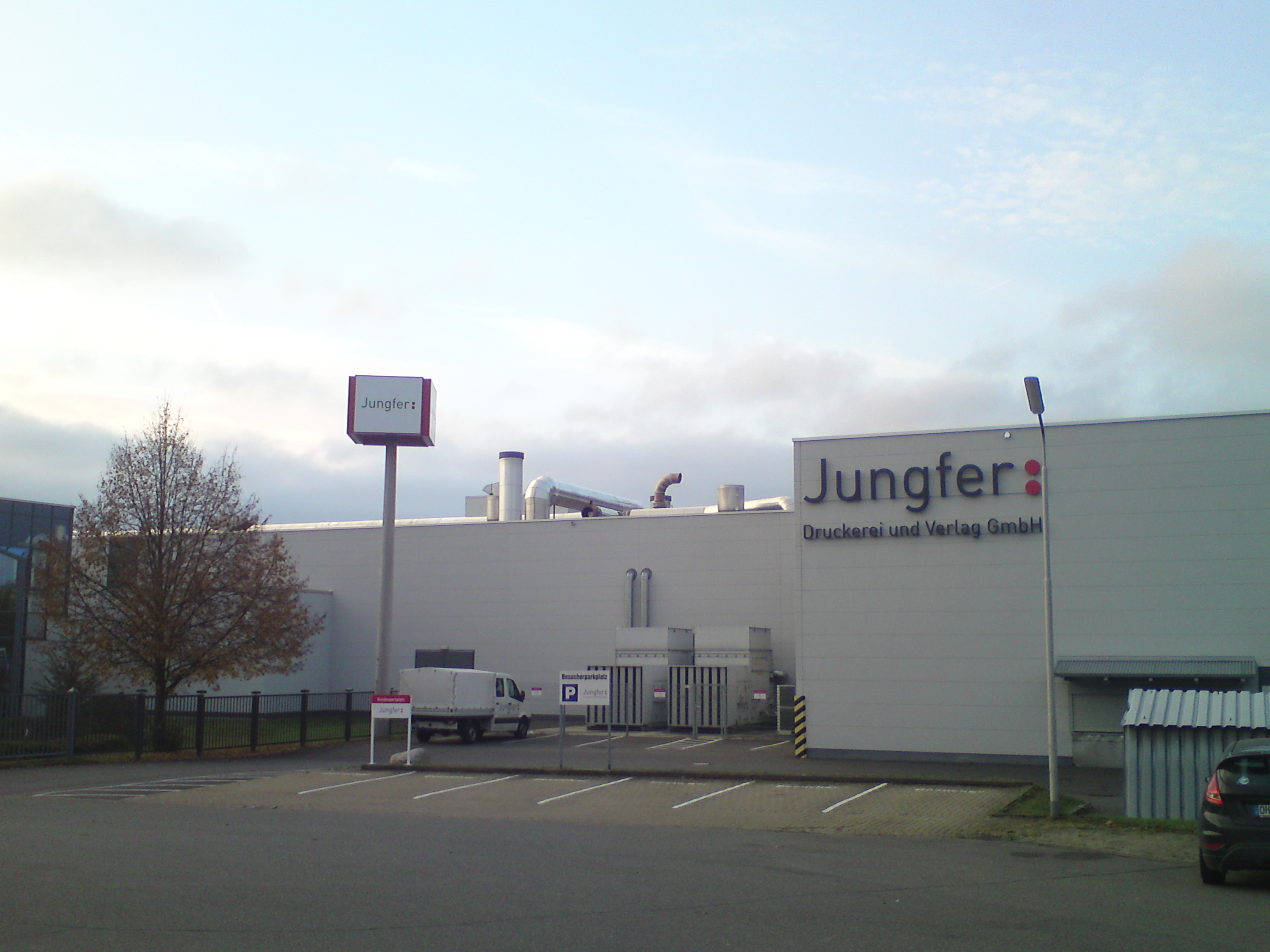
Dritte Druckerei in der Gutenbergstraße von 1989 bis heute

Die Wurzeln der heutigen reinen Rollenoffsetdruckerei liegen im Verlagsgeschäft.
Mit der Übernahme der Druckerei Preiss/Antrup durch die Familie Jungfer entwickelte sich in den Folgejahren an den Standorten Herzberg, Sarstedt, Helmstedt, Braunschweig und Nordhausen ein vielfältiges Verlags- und Akzidenzdruckgeschäft, von der Verlegung der lokalen Tageszeitung und diverser Anzeigenblätter über Magazin- und Zeitschriftendruck bis hin zur Beilagenproduktion.
Gustav Friedrich Preiss gründete 1848 eine kleine Buchdruckerei in der Herzberger Innenstadt (Lage); die erste Heimatzeitung für die Stadt Herzberg erscheint unter dem Namen Anzeiger für den Flecken Herzberg. Fast 100 Jahre später pachtete 1950 Erwin Jungfer die Zeitungsdruckerei G. F. Preiss/Antrup und den Verlag Herzberger Kreiszeitung. Zehn Jahre danach erfolgt der Ankauf der Zeitungsdruckerei G. F. Preiss/Antrup durch Erwin Jungfer.
Im Jahr 1964 wurde der Standort der Druckerei mit der Errichtung einer neuen Druckhalle an den Schlossberg (Lage) verlegt. Seit 1966 firmiert der Verlag unter Erwin Jungfer GmbH & Co. KG.
Neben der bestehenden Herzberger Zeitung wurde 1969 die Osteroder Rundschau gegründet, deren Erstausgabe am 13. September 1969 erschien. Als Klammer der beiden Ausgaben entstand der Dachname Harz Kurier und damit auch der Anspruch, mit dem Harz Kurier der Bevölkerung eine umfassende Kreiszeitung zu bieten.
Ab 1987 war Sigfried Jungfer alleiniger Geschäftsführer der E. Jungfer GmbH & Co. KG. Im Jahr 1989 prägten zwei Ereignisse den Verlag: Ein Großbrand am Schloßbahnhof und der Baubeginn der ersten Druckhalle am neuen Standort Aue (Lage). Auch wurde der Name des Verlages bereits ein Jahr später 1990 geändert in Jungfer Druckerei und Verlag GmbH.
Weitere Ausbauten erfolgten. 1991 wurde eine zweite Druckhalle am Standort Aue errichtet. 1993 erfolgte der Neubau des Verwaltungsgebäudes in der Aue. Im folgenden Jahr wurde dort eine dritte Druckhalle eingeweiht.
Die Gründung der Harz Kurier Verlagsgesellschaft mbH & Co. KG erfolgte 1996. Gleichzeitig wurde die Zeitungsproduktion im Neubau der vierten Druckhalle, ebenfalls in der Aue gestartet. Seit 1997 ist der Harz Kurier alleinige Tageszeitung im Landkreis Osterode am Harz. Bereits 1998 wurde die fünfte Druckhalle am Standort Aue errichtet.
Zum Geschäftsführer der Jungfer Druckerei und Verlag GmbH wurde 2001 Wolfgang Schreiner ernannt. Der Druckereikomplex im Stadtteil Aue wurde 2003 abermals erweitert und 2006 wurde die sechste Druckhalle errichtet. Mit der Nachfolgeregelung über ein Management-Buy-out verkaufte die Familie Jungfer 2006 ihre gesamten Gesellschafteranteile an die neuen alleinigen Gesellschafter Wolfgang Schreiner, Guido Lang und Roger Mellinghausen. In diesem Zuge trennte sich die Jungfer Druckerei und Verlag GmbH von ihren Anteilen am Harz Kurier.
Im Jahr 2008 fanden weitere Investitionen in zwei neue Manroland-Lithoman-Druckmaschinen inklusive eines Hallenneubaus in einer Gesamthöhe von über 25 Millionen Euro statt. Mit der 2008 gegründeten Tochtergesellschaft Rototov BV wurden die Aktivitäten des Unternehmens auf die Niederlande ausgeweitet.
2014 wurde am Standort Aue ein Hügel abgetragen, um das Gelände nochmals zu erweitern. Mit der Erdmasse wurde der ehemalige Standort Schloßbahnhof zugeschüttet.
Im Mai 2018 übernahm die niederländische Koninklijke Drukkerij Em. de Jong die Anteile der Gesellschafter Guido Lang und Roger Mellinghausen und somit die Mehrheit des Unternehmens. Geschäftsführer blieb Andreas Wulf, der seine Anteile behielt. Von der Übernahme sind auch die Tochtergesellschaften SilverLynx Media GmbH und Rototov BV betroffen.